# Gracula
Gracula Linnaeus, 1758 è un genere di uccelli passeriformi della famiglia degli Sturnidi, comprendente varie specie di uccelli onnivori di taglia medio-piccola diffusi nel subcontinente indiano e nel sud-est asiatico e noti col nome comune di "merli parlanti" per il loro aspetto esteriore e per l'abilità con la quale sono in grado di ripetere e imitare i suoni.

## Tassonomia
Ai tempi della prima stesura del Systema Naturae linneano, a questo genere vennero ascritte anche altre specie, fra cui ad esempio il nostrano martin pescatore, che attualmente viene classificato in un proprio genere (Alcedo) abbastanza distante filogeneticamente. Per molto tempo al genere è stata ascritta un'unica specie, G. religiosa, con numerose sottospecie che col tempo sono state elevate al rango di specie a sé stanti: ancora oggi, alcuni studiosi sono per l'elevazione a specie di tre delle sottospecie di Gracula religiosa.

Il genere Gracula appartiene alla famiglia degli sturnidi, nell'ambito della quale appare affine agli storni tristi del genere Acridotheres e con la gracula coronata (Ampeliceps coronatus).
Attualmente al genere vengono ascritte cinque specie:
- Gracula enganensis Salvadori, 1892 - merlo parlante di Enggano
- Gracula indica (Cuvier, 1829) - merlo parlante indiano o meridionale
- Gracula ptylogenis Blyth, 1846 - merlo parlante di Ceylon
- Gracula religiosa Linnaeus, 1758 - merlo parlante comune o mainate
- Gracula robusta Salvadori, 1887 - merlo parlante maggiore o di Nias